# گزینش‌گری
گزینش‌گری یکی از راه‌های اعمال نیمه‌مستقیم حاکمیت و قدرت سیاسی توسط شهروندان است و همانندی فراوانی به همه‌پرسی دارد. در این شیوه در لایحه یا متن ارائه شده برای تصویب، چندین امکان پیش‌بینی شده است که اساسا شهروندان باید یکی از این امکانات را برگزینند. این شیوه کمتر مورد استفاده قرار می‌گیرد و در بیشتر مواقع (همچون همه‌پرسی ۱۳۵۸ در ایران) رای‌دهنده باید با آری یا نه، موافقت یا مخالفت خود را ابراز دارد.
در فرانسه پس از جنگ جهانی دوم، در رفراندُم سال ۱۹۴۵ پیش‌بینی شده بود که شهروندان این مملکت باید یکی را برگزیده و به آن رای مثبت دهند:
1. بازگشت به قانون اساسی ۱۸۷۵ (جمهوری سوم)
2. ایجاد مجلس موسسان با اختیارات کامل برای تدوین قانون اساسی نو
3. پایه‌گذاری مجلس موسسان با اختیارات مشخص و محدود دربارهٔ موضوعات معین